# ذخیره‌گاه طبیعی تیگیرسکی
ذخیره‌گاه طبیعی تیگیرسکی (انگلیسی: Tigireksky Nature Reserve) یک پارک و ذخیره‌گاه طبیعی در سرزمین آلتای کشور روسیه است.